# Daim (merk)

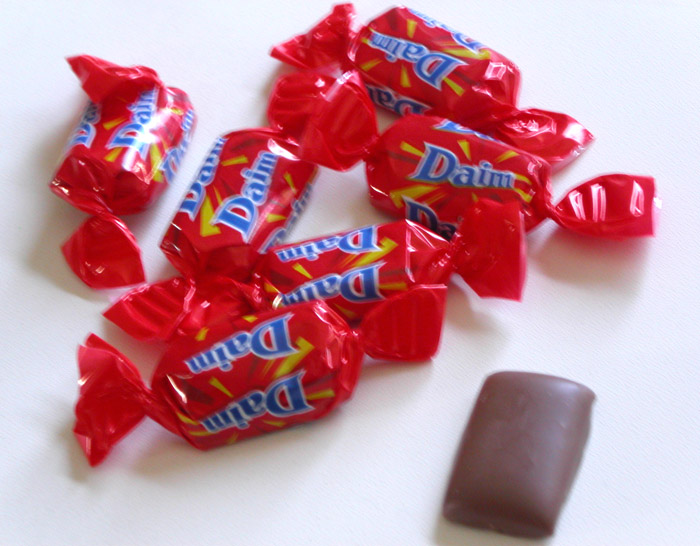
Daim in bonbonversie

Daim (/ˈdaɪm/) (oorspronkelijk Dajm in het Zweeds) is een Zweeds chocolademerk van Mondelēz International. Daim is een chocoladereep, die bestaat uit knapperige boteramandel met chocolade. De reep werd voor het eerst in 1953 in Zweden en Noorwegen geproduceerd (door resp. Marabou en Freia) en is voornamelijk populair in Scandinavië.
Daim wordt naar tientallen landen geëxporteerd. De reep wordt voornamelijk verkocht door IKEA (met een onderbreking tussen 2011 en 2013). Daarnaast is Daim te koop bij verschillende grote supermarkten en winkelketen Action
Er is ook een variant van Milka-chocolade met stukjes karamel en amandel. Deze wordt verkocht onder de naam Milka & Daim. Verder is er een taart van het merk Almondy met Daim.